# Lunar Aurora
Lunar Aurora est un groupe de black metal allemand. Durant l'existence du groupe, la formation changeait fréquemment, Benjamin « Aran » König, Andreas « Whyrhd » Bauer et Constantin « Sindar » König étant les seuls membres permanents. Le groupe compte deux démos, plusieurs splits et compilations, ainsi que neuf albums studio. Leurs paroles sont en allemand et en anglais.

## Biographie

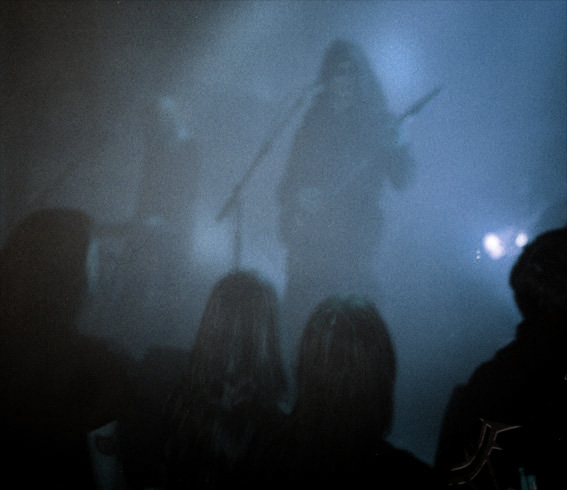
Constantin Sindar König et Andreas Whyrhd sur scène à Salzbourg en 2004.

Le groupe est formé en 1994 par les frères Constantin et Benjamin König,. Le nom du groupe est formé par deux mots latins lunar et aurora. Le groupe explique que leur nom est dérivé du vieil anglais, où seul le mot aurora apparait en cette langue au XIVe siècle. le nom est une idée de Aran et Whyrhd.
En 1995, leur première démo, intitulée A Wandering Winterdream Beneath the Cold Moon, sort suivi par une deuxième démo l'année d'après, Auf Dunklen Schwingen. Quelques mois plus tard, le groupe sort son premier album studio, Weltengänger. En 1996, Constantin, le frère d'Aran, rejoint le groupe. En 1998, Lunar Aurora sort Seelenfeuer.
En 1999, le groupe publie Of Stargates And Bloodstained Celestial Spheres au label Kettenhund Records. L'album fait participer Bernhard Klepper, une vieille connaissance d'Aran, à la batterie, après le départ de Nathaniel à la suite de problèmes de santé. Après avoir changé de label pour Ars Metalli, le groupe enregistre l'album Ars moriendi, qui comprend une nouvelle direction musicale ainsi qu'une couverture rééditée par Supernal Records en 2004, réalisée par Aran, qui s'occupe principalement des couvertures de Lunar Aurora,. Après Ars Moriendi, Bernhard Klepper quitte le groupe et se fait remplacer par Aran à la batterie. Ils publient aussi deux splits CD, Schwarze Feus und Schwarzes Isä et A Haudiga Fluag - Schwarzä Feus Und Schwarzä Isä.
Des problèmes avec leur label Ars Metalli surviennent pendant l'enregistrement de Elixir of Sorrow. L'album, qui devait être publié au label en 2004, sera finalement publié au nouvel label spécialement lancé par le groupe, Cold Dimensions. Quelques mois plus tard, le groupe sort l'album Zyklus, puis Mond en 2005. Au cours de l'année 2006, le groupe se sépare, mais en 2007 sort l'album Andacht, qui est enregistré avant leur séparation. 
En juillet 2011, le groupe publie sur la page d'accueil de son label Cold Dimension, un nouvel album sous le titre de Hoagascht. Les paroles de la chanson A haudiga Fluag sont chantées en bavarois. En 2012, le groupe annonce de nouveau sa séparation.

## Membres

### Derniers membres
- Andreas « Whyrhd » Bauer – basse (1994-2000), chant (1994-2005, 2011-2012), guitare (2000-2005)[1]
- Benjamin « Aran » König – guitare, chant (1994-?), batterie (2000-2001), tous les instruments (2007-2012)[1]

### Anciens membres
- Nathaniel – batterie (1995-1998)[1]
- Biil – chant (1995-1996)[1]
- Sindar – clavier, chant (1997-2011), basse (2000-2011)[1]
- Bernhard Klepper – batterie (1999, 2000)[1]
- Narg – batterie (1999)[1]
- Profanatitas – batterie (2002-2005)[1]
- Malphas – batterie (2006)[1]
- Skoarth – guitare (2006)[1]

## Discographie

### Albums studio
- 1996 : Weltengänger
- 1998 : Seelenfeuer
- 1999 : Of Stargates and Bloodstained Celestial Spheres
- 2000 : Ars moriendi
- 2004 : Elixir of Sorrow
- 2004 : Zyklus
- 2005 : Mond
- 2007 : Andacht
- 2012 : Hoagascht

### Autres productions
- 1995 : A Wandering Winterdream Beneath the Cold Moon (démo)
- 1996 : Auf Dunklen Schwingen (démo)
- 1998 : Auf Einer Wanderung - Durch Goldene Sphären (split)
- 2002 : A Haudiga Fluag - Schwarzä Feus Und Schwarzä Isä (split)